# Дерби Дела далматина
Дерби Della Dalmatina или дерби Далмације је фудбалски дуел између станишићког и риђичког фудбалског клуба први пут одигран 1947. године. У војвођанским селима, Риђици и Станишићу, после Другог светског рата дошло је до колонозације народа Далмације 1945-48. године па од туда и потиче назив дербија Della Dalmatina.
Првенствене утакмице ова два ривала увек су будиле велико интересовање код публике, на стадионима се тада знало окупљати и по неколико хиљада људи а како је некада на терену било у окршајима ових тимова најбоље сведочи извештај „Сомборских Новина” из 06. јула 1962. године: „… Утакмица је (као по обичају) обиловала тучи. Играчи су се тукли између себе а умешали су се и навијачи…”..
(Напомена: Наредни подаци нису коначни, недостаје неколико сезона (највише прве године) да би комплетирали све утакмице ова два клуба од њиховог послератног обнављања, тако да ће и ова статистика сигурно претпети одређене промене када будемо располагали са свим резултатима).

## Историја
За сада, први забележени првенствени окршај највећег далматинског дербија изван Далмације одигран је у првом колу „Среско-градске лиге Сомбор" 16. марта 1947. године у Риђици, али нам је коначан резултат са те утакмице и даље непознат. Први познати резултат ова два ривала датира из 1953. када гости из Риђице побеђују домаће Јединство - 0:6, и то ће до данашњих дана бити најубедљивија победа Граничара. Убедљиву победу Риђичани ће поновити две године касније али на свом терену 6:1 и августа 1982. године, овога пута у првом колу Јединствене лиге Сомбор - 5:0.
Најубедљивија победа фудбалера из Станишића остварена је у 18. колу Сомборске лиге, 12. априла 1992. године 5:0 (0:0), не треба заборавити ни 0:4, 06. септембра 2010. године у четвртом колу Сомборске подручне лиге.
Занимљиво да су фудбалери Станишића били принуђени да утакмицу са Граничарем као домаћини, 15. октобра 1983. године одиграју у Риђици, јер је терен у Станишићу био у изградњи. Те године бело-плави из Станишића су од јуна до новембра своје домаћинске утакмице играли на стадиону Граничара у Риђици и на стадиону „Крај железничке пруге” у Сомбору.
Међусобно су се у првенственим утакмицама састали 67 пута, 29 победа имају станишићани, 23 Граничар, док је 8 утакмица завршено нерешеним исходом уз гол разлику 105-103 у корист бело-плавих из Станишића.
Пријатељске сусрете ова два тима је веома тешко сакупити. Процењује се да су од 1945. до 2018. године спортски комшијски ривали одиграли преко 100 пријатељских утакмица.

### Статистика дербија
| Такмичење | ИГ | ЈЕД | Н | ГРА | ГолЈЕД | ГолГРА | Гол раз. |
| --------- | -- | --- | - | --- | ------ | ------ | -------- |
| Првенство | 67 | 29  | 8 | 23  | 105    | 103    | +2       |

| Првенство | ИГ | ЈЕД | Н | ГРА | ГолЈЕД | ГолГРА | Гол раз. |
| --------- | -- | --- | - | --- | ------ | ------ | -------- |
| Станишић  | 30 | 17  | 4 | 9   | 61     | 48     | +13      |
| Риђица    | 29 | 12  | 4 | 14  | 44     | 55     | -11      |

У Куп утакмицама бележимо осам међусобних дуела, биланс је нерешен. По четири победе имају и риђичани и станишићани. који притом имају бољу гол разлику +6.
| Такмичење | ИГ | ЈЕД | Н | ГРА | ГолЈЕД | ГолГРА | Гол раз. |
| --------- | -- | --- | - | --- | ------ | ------ | -------- |
| Куп       | 8  | 4   | 0 | 4   | 15     | 9      | +6       |

Забележен је и један дуел у финалу „Дунатај Куп”-а 16. августа 1981. године у Станишићу када је после 90 минута игре било 2-2 (1—2), домаћи играчи су били успешнији после извођења пенала 5-4.

### Укупно
| Одиграно | Поб. Јединство | Нерешено | Поб. Граничара | ГолЈЕД | ГолГРА | Гол раз. |
| -------- | -------------- | -------- | -------------- | ------ | ------ | -------- |
| 77       | 34             | 8        | 27             | 122    | 114    | +8       |

## Сви првенствени дербији
Ово је списак свих фудбалских дербија у првенственим утакмицама, од првог одиграног 16. марта 1947. до 2018. године, када је ФК "Станишић" украден и премештен у Сомбор. Спискови дербија у купу и осталим сусретима су обрађени у посебним списковима.
|  | Победа Јединства |
|  | Победа Граничара |
|  | Нерешено         |

| Бр | Датум               | Домаћин   | Резултат       | Гост          | Лига                                               |
| -- | ------------------- | --------- | -------------- | ------------- | -------------------------------------------------- |
| 1  | 16. март 1947       | Граничар  | :              | Црвена звезда | Среско-Градска лига Сомбор                         |
| 2  | 03. октобар 1948    | Граничар  | :              | Јединство     | Среско првенство сомборског фуд. центра (II група) |
| 3  | 03. октобар 1948    | Граничар  | :              | Јединство     | Среско првенство сомборског фуд. центра (II група) |
| 4  | 24. април 1948      | Јединство | :              | Граничар      | Среско првенство сомборског фуд. центра (II група) |
| 5  | 26. август 1951     | Јединство | :              | Граничар      | Среско првенство сомборског фуд. центра (II група) |
| 6  | 00. 0000 1951       | Граничар  | :              | Јединство     | Среско првенство сомборског фуд. центра (II група) |
| 7  | 11. април 1953.     | Јединство | 0:6            | Граничар      | Сомборски подсавез (II разред)                     |
| 8  | 00.0000 1953.       | Граничар  | :              | Јединство     | Сомборски подсавез (II разред)                     |
| 9  | 00.0000 1953.       | Граничар  | 0:3 пфф        | Јединство     | Сомборски подсавез (II разред)                     |
| 10 | 00.0000 1954.       | Јединство | :              | Граничар      | Сомборски подсавез (II разред)                     |
| 11 | 12. јун 1955.       | Граничар  | 6:1            | Јединство     | Сомборски подсавез (II разред)                     |
| 12 | 18. октобар 1955.   | Јединство | 2:0            | Граничар      | Сомборски подсавез (II разред)                     |
| 13 | 17. јун 1956.       | Граничар  | 4:3            | Јединство     | Сомборски подсавез (II разред)                     |
| 14 | 09. септембар 1956. | Граничар  | 5:2            | Јединство     | Сомборски подсавез (II разред)                     |
| 15 | 05. мај 1957.       | Јединство | 1:0            | Граничар      | Сомборски подсавез (II разред)                     |
| 16 | 20. октобар 1957.   | Граничар  | 1:1            | Јединство     | Сомборски подсавез (II разред)                     |
| 17 | 18. мај 1958.       | Јединство | 3:1            | Граничар      | Сомборски подсавез (II разред)                     |
| 18 | 14. септембар 1958. | Граничар  | 6:2            | Јединство     | Сомборски подсавез (II разред)                     |
| 19 | 19. април 1959.     | Јединство | 0:1            | Граничар      | Сомборски подсавез (II разред)                     |
| 20 | 04. октобар 1959.   | Јединство | 2:1            | Граничар      | Сомборски подсавез (II разред)                     |
| 21 | 15. мај 1960.       | Граничар  | 1:3            | Јединство     | Сомборски подсавез (II разред)                     |
| 22 | 28. август 1960.    | Граничар  | 2:3            | Јединство     | Сомборски подсавез (II разред)                     |
| 23 | 14. април 1961.     | Јединство | 2:1            | Граничар      | Сомборски подсавез (II разред)                     |
| 24 | 07. новембар 1966.  | Јединство | 4:2            | Граничар      | Подсавезна Сомборска лига                          |
| 25 | 19. јун 1967.       | Граничар  | 0:1            | Јединство     | Подсавезна Сомборска лига                          |
| 26 | 27. октобар 1974.   | Граничар  | 1:2            | Јединство     | Јединствена лига Сомбор                            |
| 27 | 24. мај 1975        | Јединство | 1:2            | Граничар      | Јединствена лига Сомбор                            |
| 28 | 12. октобар 1975.   | Јединство | 1:3            | Граничар      | Јединствена лига Сомбор                            |
| 29 | 02. мај 1976.       | Граничар  | 3:2 (3:1)      | Станишић      | Јединствена лига Сомбор                            |
| 30 | 16. новембар 1980.  | Граничар  | 3:0            | Станишић      | Јединствена лига Сомбор                            |
| 31 | 31. мај 1981.       | Станишић  | 3:1            | Граничар      | Јединствена лига Сомбор                            |
| 32 | 11. октобар 1981.   | Станишић  | 2:2 (2:0)      | Граничар      | Јединствена лига Сомбор                            |
| 33 | 25. април 1982.     | Граничар  | 1:0 (1:0)      | Станишић      | Јединствена лига Сомбор                            |
| 34 | 20. август 1982.    | Граничар  | 5:0            | Станишић      | Јединствена лига Сомбор                            |
| 35 | 07. март 1983.      | Станишић  | 3:2            | Граничар      | Јединствена лига Сомбор                            |
| 36 | 15. октобар 1983.   | Станишић  | 1:1 (0:0)      | Граничар      | Бачка лига                                         |
| 37 | 12. мај 1984.       | Граничар  | 1:0            | Станишић      | Бачка лига                                         |
| 38 | 14. октобар 1984.   | Станишић  | 2:1 (1:0)      | Граничар      | Бачка лига                                         |
| 39 | 11. мај 1985.       | Граничар  | 0:0 (0:0)      | Станишић      | Бачка лига                                         |
| 40 | 27. октобар 1985.   | Граничар  | 3:0 (0:0)      | Станишић      | Бачка лига                                         |
| 41 | 25. мај 1986.       | Станишић  | 1:3            | Граничар      | Бачка лига                                         |
| 42 | 17. август 1986     | Станишић  | 2:3            | Граничар      | Бачка лига                                         |
| 43 | 22. март 1987.      | Граничар  | 2:1 (2:1)      | Станишић      | Бачка лига                                         |
| 44 | 11. октобар 1987    | Станишић  | 0:2            | Граничар      | Сомборска лига                                     |
| 45 | 08. мај 1988.       | Граничар  | 0:1 (0:1)      | Станишић      | Сомборска лига                                     |
| 46 | 06. новембар 1988.  | Граничар  | 3-4 (1:1, 0:1) | Станишић      | Сомборска лига                                     |
| 47 | 04. јун 1989.       | Станишић  | 2:1 (1:1)      | Граничар      | Сомборска лига                                     |
| 48 | 22. октобар 1989.   | Граничар  | 7:6 (2:2,2:0)  | Станишић      | Сомборска лига                                     |
| 49 | 13. мај 1990.       | Станишић  | 1:0            | Граничар      | Сомборска лига                                     |
| 50 | 21. октобар 1990.   | Граничар  | 2:0 (1:0)      | Станишић      | Сомборска лига                                     |
| 51 | 19. мај 1991.       | Станишић  | 3:1 (1:0)      | Граничар      | Сомборска лига                                     |
| 52 | 08. септембар 1991. | Граничар  | 1:1 (0:0)      | Станишић      | Сомборска лига                                     |
| 53 | 26. април 1992.     | Станишић  | 5:0 (0:0)      | Граничар      | Сомборска лига                                     |
| 54 | 30. август 1992.    | Граничар  | 3:2 (2:0)      | Станишић      | Сомборска лига                                     |
| 55 | 21. март 1993       | Станишић  | 2:1 (1:0)      | Граничар      | Сомборска лига                                     |
| 56 | 29. август 1993.    | Граничар  | 2:2 (1:1)      | Станишић      | Сомборска лига                                     |
| 57 | 26. март 1994.      | Станишић  | 2:0 (0:0)      | Граничар      | Сомборска лига                                     |
| 58 | 15. септембар 2007. | Граничар  | 0:1 (0:0)      | Станишић      | Подручна лига Сомбор                               |
| 59 | 12. април 2008.     | Станишић  | 2:2 (1:1)      | Граничар      | Подручна лига Сомбор                               |
| 60 | 31. октобар 2009.   | Граничар  | 0:1 (0:1)      | Станишић      | Подручна лига Сомбор                               |
| 61 | 22. мај 2010.       | Станишић  | 2:4 (2:2)      | Граничар      | Подручна лига Сомбор                               |
| 62 | 05. септембар 2010. | Граничар  | 0:4 (0:3)      | Станишић      | Подручна лига Сомбор                               |
| 63 | 09. април 2011.     | Станишић  | 4:3 (0:2)      | Граничар      | Подручна лига Сомбор                               |
| 64 | 15. новембар 2014.  | Станишић  | 1:2 (0:0)      | Граничар      | Подручна лига Сомбор                               |
| 65 | 14. јун 2015.       | Граничар  | 0:3 пфф        | Станишић      | Подручна лига Сомбор                               |
| 66 | 09. октобар 2016.   | Граничар  | 0:2            | Станишић      | МОЛ Сомбор — 1. разред                             |
| 67 | 29. април 2017.     | Станишић  | 3:1 (2:1)      | Граничар      | МОЛ Сомбор — 1. разред                             |

## КУП
| Бр | Датум               | Домаћин     | Резултат       | Гост        | Такмичење  |
| -- | ------------------- | ----------- | -------------- | ----------- | ---------- |
| 1  | ??. ?? 1960.        | Јединство   | сл.р. 3:0      | Граничар    | КУП Сомбор |
| 2  | 01. јул 1961.       | Граничар    | 2:1            | Јединство   | КУП Сомбор |
| 3  | 20. март 1966.      | Јединство   | 4:2            | Граничар    | КУП Сомбор |
| 4  | 13. март 1988.      | Граничар    | 6:5 (0:0, 0:0) | ФК Станишић | КУП Сомбор |
| 5  | 03. март 1991.      | Граничар    | 1:0            | ФК Станишић | КУП Сомбор |
| 6  | 14. март 1993.      | Граничар    | 1:0            | ФК Станишић | КУП Сомбор |
| 7  | 30. март 1994.      | ФК Станишић | 3:1 (1:1)      | Граничар    | КУП Сомбор |
| 8  | 13. септембар 2017. | Граничар    | 2:4 (1:2)      | ФК Станишић | КУП Сомбор |

## ДУНАТАЈ КУП
| Бр | Датум            | Домаћин  | Резултат      | Гост     | Такмичење   |
| -- | ---------------- | -------- | ------------- | -------- | ----------- |
| 1  | 16. август 1981. | Станишић | 5:4 (2:2,1:2) | Граничар | Дунатај КУП |